# Cardiovascular Drugs and Therapy
Cardiovascular Drugs and Therapy, abgekürzt Cardiovasc. Drugs Ther., ist eine wissenschaftliche Fachzeitschrift, die vom Springer-Verlag veröffentlicht wird. Die Zeitschrift erscheint mit sechs Ausgaben im Jahr. Es werden Arbeiten veröffentlicht, die sich mit neuen Arzneimitteln für die Behandlung von Krankheiten auf dem Gebiet der Herz-Kreislauferkrankungen beschäftigen.
Der Impact Factor lag im Jahr 2014 bei 3,189. Nach der Statistik des ISI Web of Knowledge wird das Journal mit diesem Impact Factor in der Kategorie Pharmakologie und Pharmazie an 71. Stelle von 254 Zeitschriften und in der Kategorie Herz-Kreislaufsystem an 43. Stelle von 123 Zeitschriften geführt.